# Jean-Pierre Falret
Jean-Pierre Falret, född 26 april 1794 i departementet Lot, död där 28 oktober 1870, var en fransk psykiater.
Falret började redan 1811 studera medicin i Paris, där han 1819 blev medicine doktor i psykiatri. År 1822 utgav han Traité de l’hypochondrie et du suicide, i vilket arbete han hävdade att hypokondri i de flesta fall beror på en hjärnsjukdom. Tillsammans med Félix Voisin (1794-1872) upprättade han sistnämnda år en privat sinnessjukanstalt vid Vanves i närheten av den franska huvudstaden. Denna anstalt, där Pinels och Esquirols idéer tillämpades, vann snart anseende som en av de främsta i sitt slag i Europa. Åren 1831-67 var han med framgång föreståndare för hospitalet la Salpêtrière i Paris. Såväl genom sin undervisning som genom en mängd utgivna skrifter befordrade han i hög grad psykiatrins utveckling. År 1864 sammanfattade han resultaten av sin forskning i arbetet Maladies mentales et des asiles d’aliénés.